# 郷愁 (三橋美智也の曲)
「郷愁」（きょうしゅう）は、1975年にリリースされた三橋美智也のシングル。

## 解説
1974年「京都が泣いている」以来の横井弘・平尾昌晃コンビが作った作品であり、同年12月9日にはNHK「歌のゴールデンステージ」でも歌われた。B面の「鵜の浜小唄」は新潟県上越市で現在も歌われている新民謡。

## 収録曲
1. 郷愁
  - 作詞:横井弘／作曲:平尾昌晃／編曲:京建輔
2. 鵜の浜小唄
  - 作詞:縄克一／補作詞:志摩美之／作曲:平尾昌晃／編曲:京建輔